# Letovište
Letovište (cyr. Летовиште) – wieś w Serbii, w okręgu pczyńskim, w gminie Vladičin Han. W 2011 roku liczyła 139 mieszkańców.